# کش (اکلاهما)
کش(به انگلیسی: Cache) شهری در ایالت اکلاهما کشور ایالات متحده آمریکا است که جمعیت آن در سرشماری سال ۲۰۱۰ میلادی، ۲٬۷۹۶ نفر بوده‌است.